# Averill
|  | Per a altres significats, vegeu «Averill Park». |

Averill és un poble del Comtat d'Essex (Vermont) als Estats Units d'Amèrica.

## Demografia
Segons el cens del 2000 Averill tenia 8 habitants, 3 habitatges, i 2 famílies. La densitat de població era de 0,1 habitants per km².
L'edat mediana era de 42 anys. Per cada 100 dones de 18 o més anys hi havia 100 homes.
La renda mediana per habitatge era de 27.500 $ i la renda mediana per família de 28.750 $. Els homes tenien una renda mediana de 21.250 $ mentre que les dones 13.750 $. La renda per capita de la població era de 9.876 $. Cap de les famílies estaven per davall del llindar de pobresa.